# Варез (програмне забезпечення)
Варез (англ. warez — сленгова версія «wares» (МФА: [ˈwɛərz]), скорочення від «software» — «програмне забезпечення») — комерційна програма, що поширюється безкоштовно (рідше — на носіях за символічну плату) незаконним шляхом без дозволу автора. 
Обов'язково містить зміни і/або доповнення, що дозволяють використовувати її безкоштовно.

## Види варезу
- ПЗ із спочатку знятим захистом. До цієї категорії відносять програми, дистрибутиви яких були змінені третіми особами з метою видалення з них систем захисту програми від незаконного використання. Використовується найчастіше для тих програм, які перевіряють легальність свого розповсюдження через Інтернет. Єдиний засіб обходу таких видів захисту, як WGA.

- ПЗ, укомплектовані утилітами для зняття захисту (крек або генератор ключів). Найчастіше такі утиліти розповсюджуються окремо — через спеціалізовані «крекерські» сайти. Цей вид варезу також використовується на піратських комплектах ПЗ.

- ПЗ, укомплектовані ключем. Цей вид варезу набув найширшого поширення. Найчастіше ключ міститься у файлах *.reg, serial.txt або *.nfo. Готовий ключ разом з генератором ключів вважається найбільш переважним і безпечним способом злому ПЗ, оскільки сама програма не змінюється, і тому немає ризику появи «глюків» від зміни програмного коду. Крім того, якщо «крек», як правило, підходить тільки до одного або декількох білдів програми, то ключ підходить до цілих версій, а то і до сімейств версій, тобто на піратську копію можна навіть ставити оновлення.

Окремою категорією такого ПЗ можна вважати так званий Script Warez або Nulled Warez Scripts. Це винятково скрипти для WWW-сайтів на різних мовах програмування, найчастіше PHP і Perl. Як правило, такі скрипти розповсюджуються в початкових кодах. Статус Nulled дані скрипти отримують після виключення з їх коду захисту і систем контролю, залишених розробниками.